# Emmely de Wilt
Emmely de Wilt (Rotterdam, 22 december 1986) is een Nederlands radio-dj op NPO Radio 2. Sinds 2020 presenteert ze haar programma Het Oor Wil Ook Wat op de publieke radiozender. Eerst in het weekeinde tussen 10:00 en 12:00 uur, sinds woensdag 24 januari 2024 dagelijks in de avonduren tussen 18;00 en 20:00 uur.

## Carrière
De Wilt presenteerde haar eerste NPO Radio 2-programma, Motel De Wilt, van juli 2018 tot april 2020 van 2:00 tot 4:00 uur in de nacht van zondag op maandag. In 2019 presenteerde zij tevens Fris! op NPO Radio 1. Op 30 januari 2020 won De Wilt een Marconi Award voor beste aanstormend talent.
Van 5 januari 2020 tot en met september 2020 presenteerde De Wilt het programma Bureau De Wilt op zondagmiddag van 12:00 tot 14:00 uur. Dat laatste programma stopte vanwege de nieuwe programmering van NPO Radio 2 in het weekeinde, met een laatste uitzending op 27 september 2020.
Op 4 april 2020 begon het programma Het Oor Wil Ook Wat op zaterdag van 09.00 tot 1200 uur. Sinds 3 oktober 2020 stopte het Bureau en presenteerde ze elke zaterdag- en zondagochtend van 10:00 tot 12:00 uur het programma Het Oor wil ook wat. Daarvoor was het programma al tussen april 2020 en oktober 2020 op zaterdag te horen tussen 9:00 en 12:00 uur.
In verband met het directe vertrek per woensdag 24 januari 2024 van Wouter van der Goes en Frank van 't Hof naar Radio Veronica, presenteert ze per die datum Het Oor Wil Ook Wat van maandag tot en met donderdag van 18:00 tot 20:00 uur.
Sinds december 2019 maakt De Wilt deel uit van het dj-team van de NPO Radio 2 Top 2000.
In januari 2025 won De Wilt de Radioring in de categorie 'Populairste Radiopresentator' 2024. Zij is tevens de eerste vrouw die de prijs op haar naam heeft staan, sinds de fusie van de categorieën ‘Beste radioman’ en ‘Beste radiovrouw’ in 2023.
Huidige: · Annemieke Schollaardt · Bart Arens · Carolien Borgers · Evelien de Bruijn · Corné Klijn · Daniël Lippens · Desiree van der Heiden · Dolf Jansen · Eddy Keur · Emmely de Wilt · Evert Duipmans · Jan-Willem Roodbeen · Jeroen Kijk in de Vegte · Jeroen van Inkel · Leo Blokhuis · Martine ten Klooster · Morad El Ouakili · Paul Rabbering · Ruud de Wild · Shay Kreuger ·Tannaz Hajeby · Thomas Hekker · Willemijn Veenhoven
Voormalige: Alfred van de Wege · Andrew Makkinga · Bert Haandrikman · Bert Kranenbarg · Cees van Zijtveld · Cielke Sijben · Daniël Dekker · Edwin Diergaarde · Felix Meurders · Ferry Maat · Frank du Mosch · Frits Sissing · Frits Spits · Gerard Ekdom · Giel Beelen · Gijs Staverman · Hans Schiffers · Henk van Steeg · Jan Paul Grootentraast · Jasper de Vries · Jeanne Kooijmans · Jeroen Mulder · Jetske van Staa · Jurgen van den Berg · Karel van Cooten · Kasper Kooij · Kimberley Dekker · Malou Holshuijsen · Marc Adriani · Marisa Heutink · Mart Smeets · Miranda van Holland · One'sy Muller · Peter Schuiten · Peter van Bruggen · Rick van Velthuysen · Rob Stenders · Roeland van Zeijst · Ron Stoeltie · Rutger Radstaake · Ruud Hermans · Sander de Heer · Sander Guis · Sara Kroos · Simone Walraven · Ted de Braak · Thijs Maalderink · Thomas van Vliet · Timur Perlin · Toine van Peperstraten · Tom Mulder · Will Luikinga · Yora Rienstra· Wouter van der Goes· Frank van 't Hof · Stefan Stasse  ·